# Kottengrün
Kottengrün ist ein Ortsteil der Gemeinde Werda im sächsischen Vogtlandkreis. Die Gemeinde Kottengrün, bestehend aus den Gemarkungen Kottengrün und Pillmannsgrün, wurde am 1. Januar 1994 nach Werda eingemeindet.

## Geografie

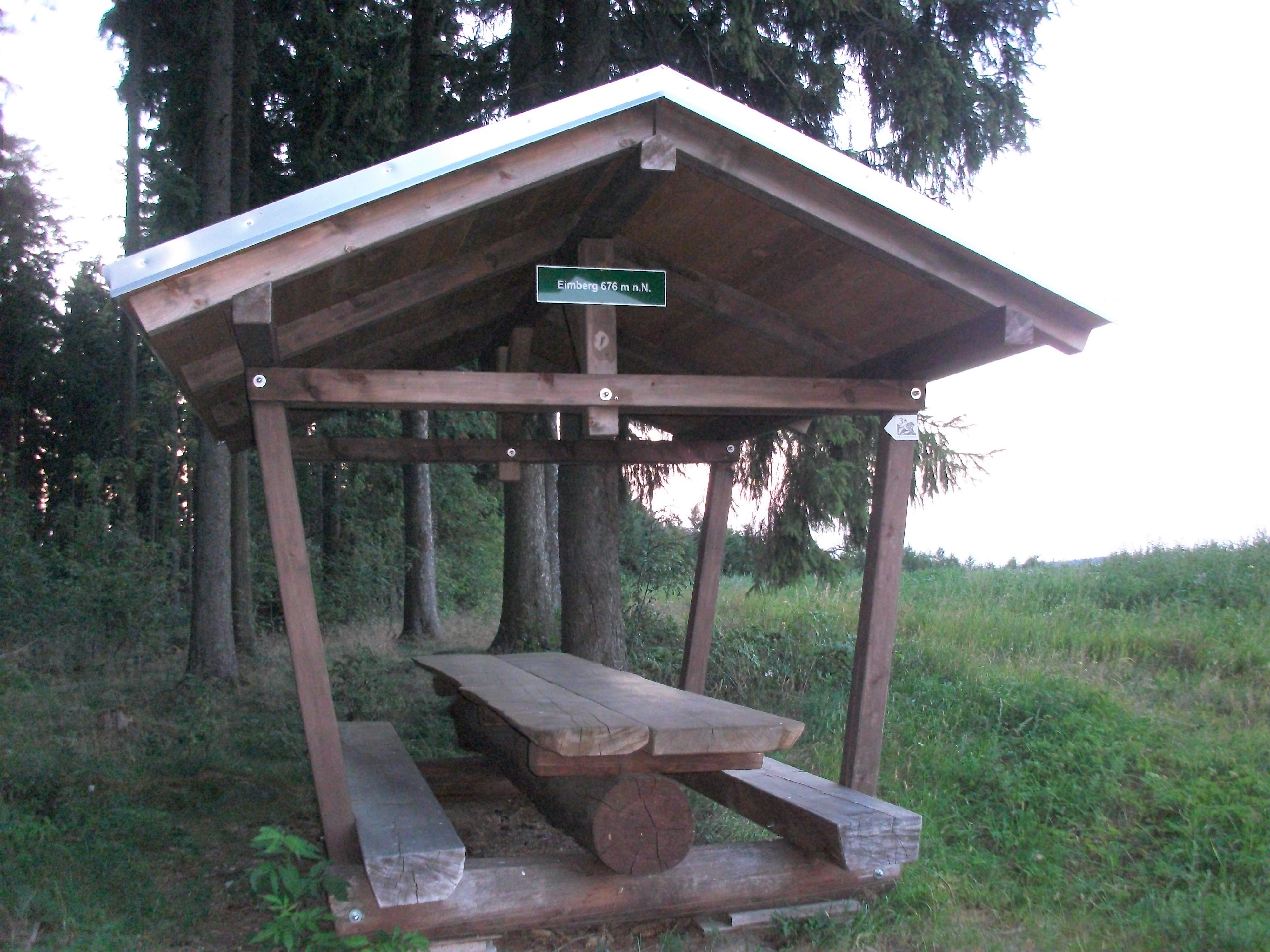
Eimberg, Schutzhütte

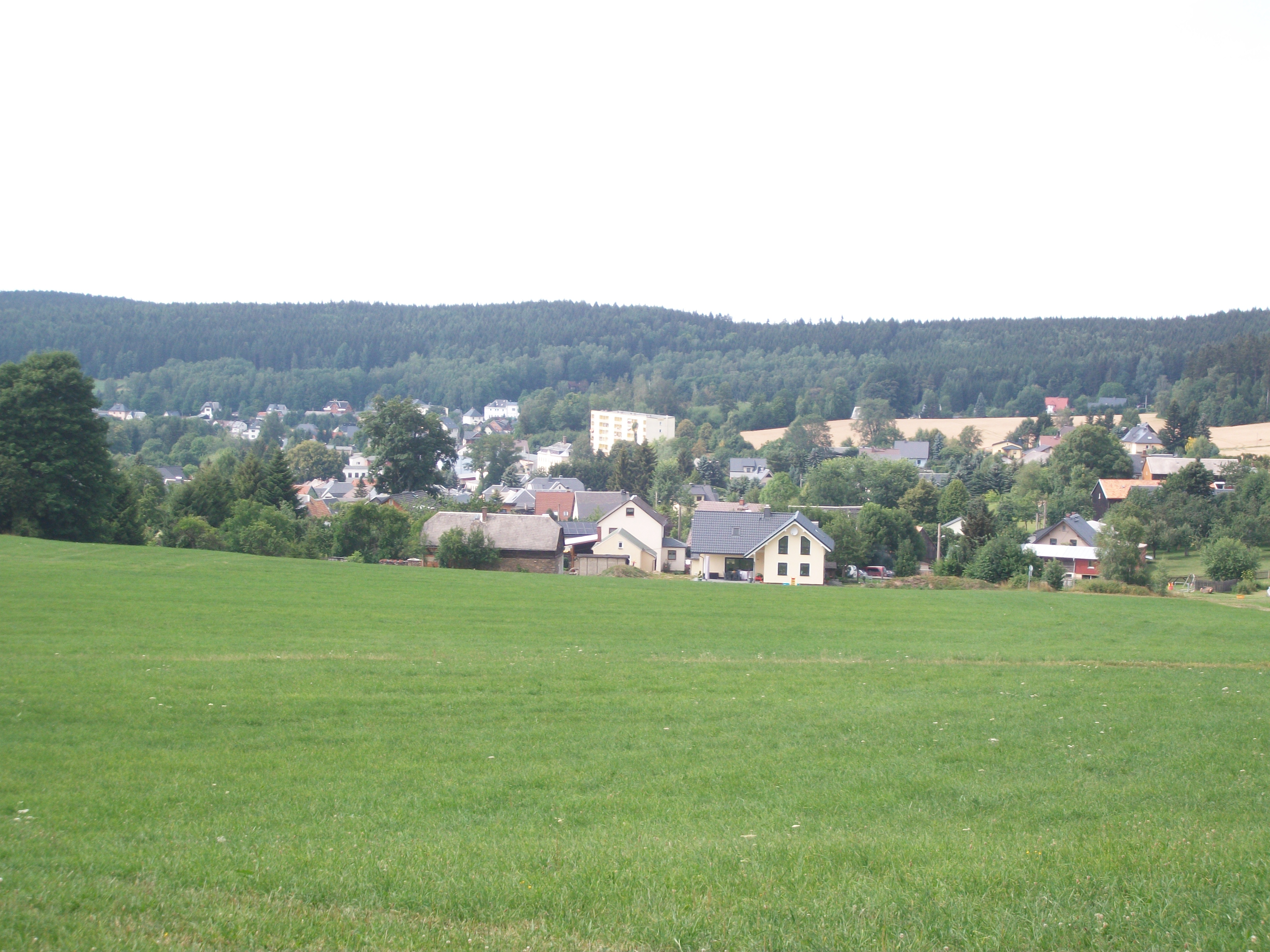
Blick auf Kottengrün vom Fuß des Eimbergs

### Lage und Verkehr
Die Gemarkung Kottengrün bildet den südlichen Teil des Ortsteils Kottengrün. Durch Kottengrün fließt der Kottengrüner Bach, der über den Görnitzbach in die Weiße Elster mündet. Kottengrün befindet sich südlich des „Langen Wegs“, nördlich davon liegt die Gemarkung Pillmannsgrün mit der Siedlung Jägerswald. Der Ortsteil Kottengrün mit seinen zwei Gemarkungen befindet sich zwischen dem Jägerswald im Norden und dem Eimberg (676 m über NN) im Süden. Kottengrün befindet sich im Zentrum des Vogtlandkreises und im sächsischen Teil des historischen Vogtlands. Geografisch liegt der Ort im Osten des Naturraums Vogtland (Oberes Vogtland).
Kottengrün liegt auf halbem Weg zwischen Oelsnitz/Vogtl. und Falkenstein/Vogtl. und ca. 12 km südöstlich von Plauen. Durch die Ortslage Pillmannsgrün verläuft die Staatsstraße 303. Entlang dieser Straße verläuft die PlusBus-Linie 50 des Verkehrsverbunds Vogtland und verbindet den Ort im Stundentakt mit Rodewisch, Auerbach, Oelsnitz und Plauen. Von Kottengrün aus führt zudem die RufBus-Linie 57 nach Lottengrün, Theuma und Oelsnitz.

### Nachbarorte
|             | Pillmannsgrün                               |       |
| Tirpersdorf | Kompassrose, die auf Nachbargemeinden zeigt | Werda |
| Brotenfeld  | Arnoldsgrün                                 | Korna |

## Geschichte

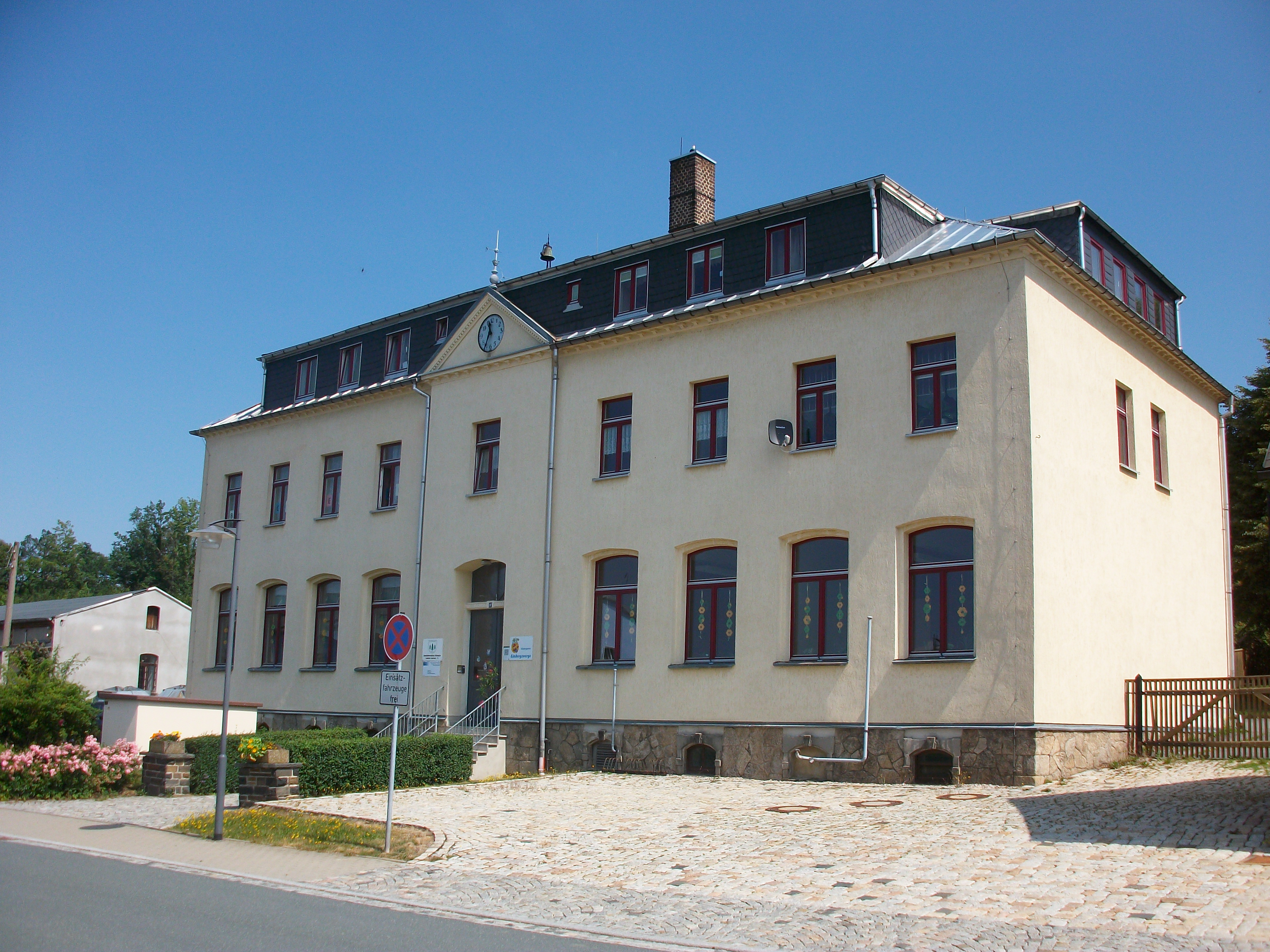
Ehemalige Grundschule Kottengrün, jetzt Kita Eimbergzwerge

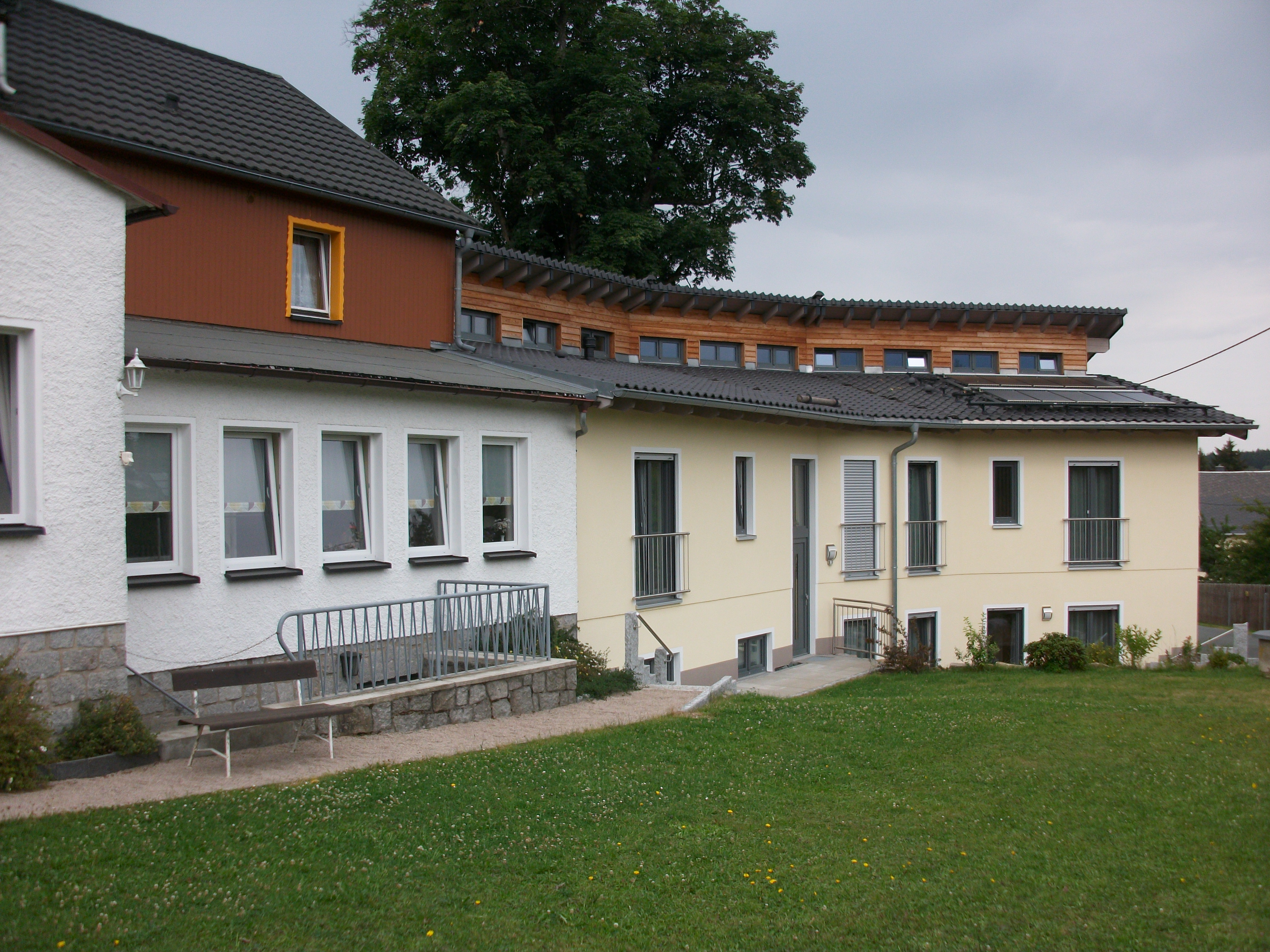
Christliches Gästehaus Bibelheim Kottengrün

Im Jahr 1320 erfolgte eine erste urkundliche Erwähnung des Waldhufendorfs als „Cottengrune“. Kottengrün gehörte im Gegensatz zum Nachbarort Pillmannsgrün bis ins 19. Jahrhundert anteilig zu den kursächsischen bzw. königlich-sächsischen Ämtern Plauen und Voigtsberg. Die Grundherrschaft über den Plauener Anteil lag um 1542 anteilig bei der Pfarre und dem Rittergut Werda, um 1764 anteilig bei den Rittergütern Werda und Oberlauterbach. Der Voigtsberger Anteil von Kottengrün unterstand um 1542 der Grundherrschaft der Pfarre Oelsnitz und um 1764 als Amtsdorf direkt dem Amt Voigtsberg.
1856 wurde Kottengrün dem Gerichtsamt Falkenstein und 1875 der Amtshauptmannschaft Auerbach angegliedert. Am 1. Oktober 1938 wurde Pillmannsgrün mit Jägerswald nach Kottengrün eingemeindet. Durch die zweite Kreisreform in der DDR kam die Gemeinde Kottengrün im Jahr 1952 zum Kreis Auerbach im Bezirk Chemnitz (1953 in Bezirk Karl-Marx-Stadt umbenannt), der 1990 als sächsischer Landkreis Auerbach fortgeführt wurde und 1996 im Vogtlandkreis aufging. Am 1. Januar 1994 erfolgte die Eingemeindung von Kottengrün nach Werda. Seitdem bilden Kottengrün und Pillmannsgrün eigene Gemarkungen innerhalb des Ortsteils Kottengrün. 1999 erfolgte der Zusammenschluss zum Verwaltungsverband Jägerswald der Gemeinden Tirpersdorf, Theuma, Bergen und Werda.

### Einwohnerstatistik
1557 lebten im Ort 11 besessene Mann, 1 Gärtner und 1 Häusler; 1764 waren es 15 besessene Mann.
| Jahr          | 1834 | 1871 | 1890 | 1910 | 1925 | 1939 | 1946 | 1950 | 1964 | 1990 |
| ------------- | ---- | ---- | ---- | ---- | ---- | ---- | ---- | ---- | ---- | ---- |
| Einwohnerzahl | 174  | 414  | 387  | 473  | 478  | 854  | 846  | 881  | 777  | 746  |

1910 war Kottengrün unter den 69 Kommunen der Amtshauptmannschaft Auerbach auf Rang 51 der Einwohnerstatistik. 1925 lebten im Ort 452 Lutheraner und 26 andersgläubige.